# Ewa Marynowicz-Hetka
Ewa Bożena Marynowicz-Hetka z d. Marynowicz (ur. 11 grudnia 1946 w Łodzi) – doktor habilitowana, profesor zwyczajny, pedagog społeczny, wykładowca Uniwersytetu Łódzkiego.

## Życiorys
Ewa Marynowicz-Hetka w 1969 ukończyła studia pedagogiczne na Uniwersytecie Łódzkim z tytułem magistra, następnie pracowała jako nauczyciel w Pomaturalnej Państwowej Szkole Pracowników Socjalnych w Łodzi. W 1972 rozpoczęła pracę na Uniwersytecie Łódzkim jako asystent w Katedrze Pedagogiki Społecznej. W 1977 uzyskała stopień doktora nauk humanistycznych na UŁ, promotorem jej pracy była prof. Irena Lepalczyk oraz została adiunktem. Stopień doktora habilitowanego w zakresie pedagogiki społecznej uzyskała w 1986 na tej samej uczelni, a rok później awansowała na stanowisko docenta i rozpoczęła pracę jako kierownik Katedry Pedagogiki Społecznej UŁ (1987–2019) oraz kierownik Studium Zaocznego Pedagogiki na Wydziale Filozoficzno-Historycznym UŁ (1987–1990). Od 1990 była profesorem nadzwyczajnym uczelni. W okresie od 1991 do 1995 piastowała stanowisko dziekana Wydziału Nauk o Wychowaniu Uniwersytetu Łódzkiego. Tytuł profesora nauk humanistycznych uzyskała w 2000 na Wydziale Pedagogicznym Uniwersytetu Warszawskiego. W 2011 uzyskała tytuł doktora honoris causa na Uniwersytecie Ostrawskim.
Należała do rad redakcyjnych czasopism: „Chemins de Formation” (1999–2006), „Chowanna” (2014–2018), „Revue scientifique de l’AIFI” (od 2005), „Phronesis” (od 2020) oraz od 2014 jest redaktorem naczelnym czasopisma „Nauki o Wychowaniu. Studia Interdyscyplinarne”.
Od 1987 należy do Łódzkiego Towarzystwa Naukowego, w latach 1997–2003 była jego sekretarzem generalnym, następnie od 2003 zastępcą sekretarza generalnego, a od 2016 członkiem honorowym. Była wiceprezydentem European Association of Schools of Social Work (EASSW), prezesem Polskiego Stowarzyszenia Szkół Pracy Socjalnej, członkiem Zarządu i założycielem Association Internationale Francophone des Interventions Auprés des Familles Séparées, członkiem zarżądu European Centre Community Education (ECCE) oraz prezydentem i członkiem założycielem Centre Européen de Ressources pour la Recherche en Travail Social/European Resource Centre for Research in Social Work (CERTS/ERCRSW).
W latach 2003–2011 była członkiem Komitetu Nauk Pedagogicznych Polskiej Akademii Nauk. od 2010 jest członkiem zagranicznym Rady Naukowej Wydziału Studiów Społecznych Uniwersytetu w Ostrawie, zaś w latach 2013–2017 była członkiem Rady Naukowej Katedry UNESCO „Formation et Pratiques Professionnelles”.
Dorobek Bożeny Marynowicz-Hetki obejmuje około 150 opracowań naukowych i 34 książki.

## Odznaczenia
- Medal KEN (1994);
- Złoty Krzyż Zasługi (1996);
- Medal Universitatis Lodziensis Merentibus (2016);
- Nagroda MNiSW za rozprawę doktorską (1978);
- Nagroda  MNiSW za rozprawę habilitacyjną (1987);
- Komitet Nauk Pedagogicznych PAN (2016) – za Zasługi dla Rozwoju Polskiej Pedagogiki[2].